# Sieden (Kochen)

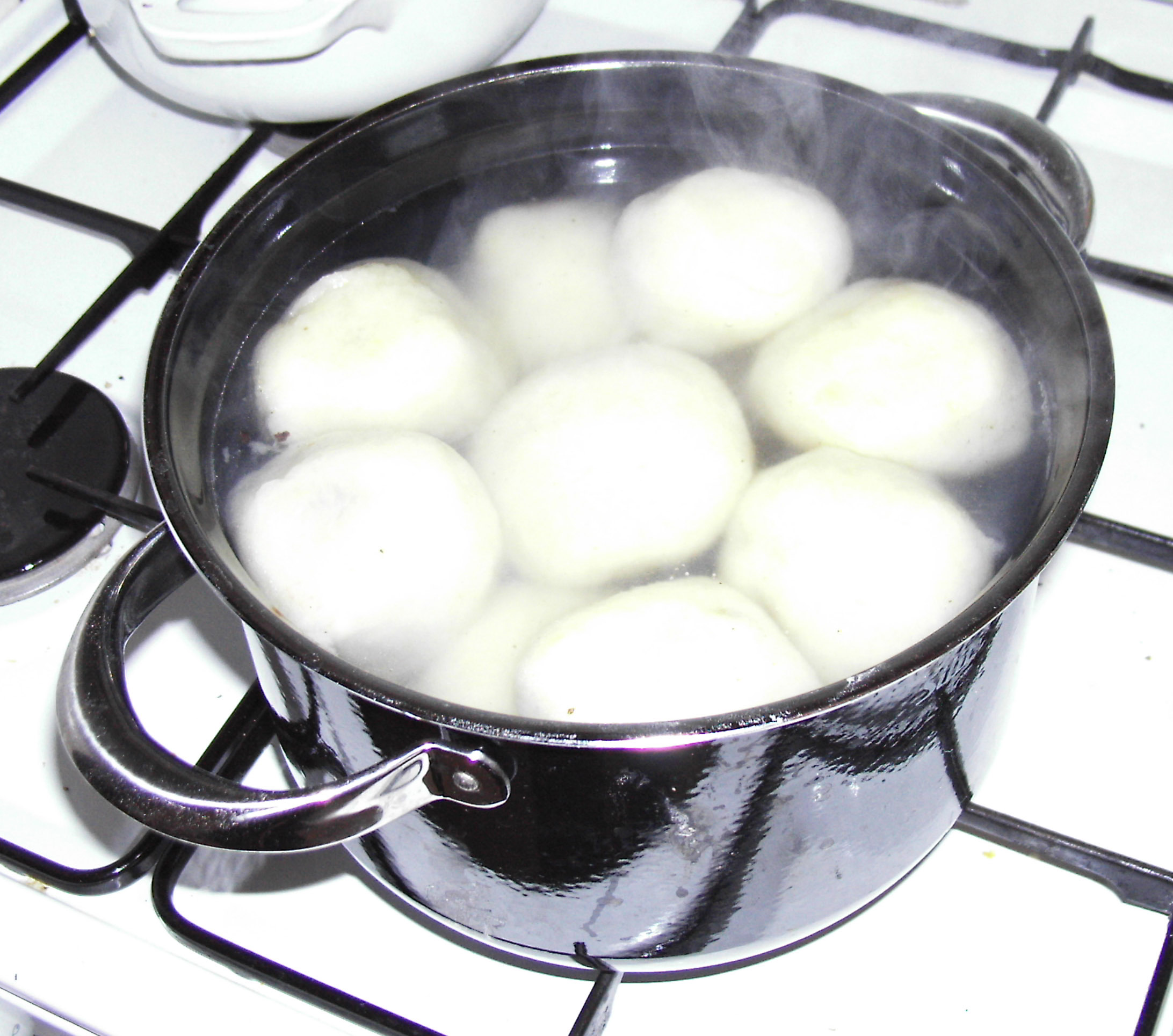
Knödelzubereitung in siedendem Wasser

Als Sieden oder Kochen bezeichnet man in der Kochkunst verschiedene Garmethoden unter Verwendung siedender Flüssigkeiten (siedenden Wassers), besonders historisch sowie in der Schweiz (wo es als „Grundzubereitungsart“ gelehrt wird) und Österreich. Es kann sowohl für Kochen am Siedepunkt als auch für Garen knapp unter diesem stehen. Dieser hängt sowohl vom Gargut als auch der verwendeten Flüssigkeit ab.

## Vorgang
In Brockhaus’ Kleines Konversations-Lexikon heißt es, Sieden sei „die bei einer bestimmten Temperatur, dem Siedepunkte oder Kochpunkte, erfolgende Verwandlung einer Flüssigkeit in Dampf.“ Man siedet die betreffenden Gargüter im Wasser oder einem Fond. Man kann Trockengemüse, Hülsenfrüchte, Dörrobst, frisches Gemüse, Kartoffeln, Reis, Eier, Fische und Fleisch sieden.
Garen knapp unter dem Siedepunkt wird auch mit Simmern bezeichnet. Für diese Zubereitungsart von Speisen wird gelegentlich ein Wasserbad (Bain-Marie) oder ein spezieller Simmertopf verwendet.